# Quiconque meurt, meurt à douleur
Pour plus de détails, voir Fiche technique et Distribution.
Quiconque meurt, meurt à douleur est un film québécois de Robert Morin, sorti en 1998.

## Synopsis
Un cadreur de téléjournal sur les talons d'une équipe policière lors d'une descente dans une piquerie. Les choses tournent mal lorsque les policiers trouvent les junkies armés. Dans le capharnaüm, le cadreur et deux policiers sont pris en otage. La maison est encerclée. Durant les trente-six heures de la durée du siège, et jusqu'à épuisement de leur stock, les assiégés forceront le cadreur à enregistrer leur version.

## Fiche technique
- Titre original : Quiconque meurt, meurt à douleur
- Réalisation : Robert Morin
- Scénario : Robert Morin
- Direction artistique : André-Line Beauparlant
- Costumes : Sophie Lefèbvre
- Photographie : Jean-Pierre St-Louis
- Son : Marcel Chouinard, Louis Dupire
- Montage : Lorraine Dufour
- Musique : Guy Leblanc
- Production : Lorrain Dufour
- Société(s) de production : Coop Vidéo de Montréal
- Société(s) de distribution : Film Tonic Inc. (Canada)
- Pays d’origine :  Canada
- Langue originale : français

- Format : Betacam numérique
- Genre : drame, docufiction
- Durée : 90 minutes
- Dates de sortie : 27 décembre 1998

## Distribution
- Claude Brulé : Bécik
- Alain : Coolman
- Patrick : Gépee
- Jennifer M. Dillman : Mado
- Jean : Négociateur
- Valéri : Peaches
- James : Pic'nLove
- Jacques : Policier
- Michel : Policier
- Cylvie Gingras : Rachel
- Stéphane : Sylvain
- Jean-Marie Tison : Yellow